# Bataille de Midtskogen
Seconde Guerre mondiale
Batailles
Campagnes du Danemark et de Norvège
- Incident de l'Altmark
- Opération Wilfred
- Opération Weserübung
- Plan R 4
- Campagne de Norvège
- Bataille du détroit de Drøbak
- Bataille de Midtskogen
- Bataille de Narvik
- Opération Hammer
- Bataille de Dombås
- Forteresse d'Hegra
- Bataille de Vinjesvingen
- Opération Alphabet
- Opération Juno
- Îles Féroé
- Invasion de l'Islande
- Groenland
- Opération Doomsday

Front d’Europe de l’ouest
Front d’Europe de l’est
Campagnes d'Afrique, du Moyen-Orient et de Méditerranée
Bataille de l’Atlantique
Guerre du Pacifique
Guerre sino-japonaise
La bataille de Midtskogen est une bataille qui s'est déroulée dans la nuit du 9 au 10 avril 1940, durant la Seconde Guerre mondiale, entre un bataillon allemand et les forces norvégiennes. Le site de la bataille fut une ferme de Midtskogen, située à environ cinq kilomètres du village d'Elverum à l'embouchure de la Vallée d'Østerdalen dans le sud de la Norvège. Les troupes d'invasion allemandes effectuaient un raid pour capturer le roi de Norvège, Haakon VII, et son cabinet, forçant ainsi la Norvège à se soumettre. Après une courte bataille, l'armée allemande se retira, ayant perdu son commandant dans les combats.

## Les forces en présence
Les troupes norvégiennes étaient très légèrement supérieures en nombre, et étaient formées de membres de la garde royale et de quelques volontaires, principalement du club de tir local.
Les Allemands étaient, quant à eux, cent Fallschirmjäger, des parachutistes acheminés par un convoi de véhicules réquisitionnés auprès des civils norvégiens. Bien que légèrement moins nombreux, les Allemands disposaient de l'avantage en matière de formation et de puissance de feu, possédant des mitraillettes modernes et légères et des grenades à main.

## La bataille
La bataille commença le 10 avril à 1 h 30 du matin, lorsqu'un véhicule allemand heurta un obstacle routier norvégien. Elle dura jusqu'à trois heures et se termina par le retrait simultané des deux adversaires. Recevant des renforts, les Norvégiens se regroupèrent sur de nouvelles positions tandis que les Allemands, constatant l'échec de leur raid, se replièrent sur Oslo. 

## Les conséquences
Les victimes des deux côtés furent légères, les Allemands déplorant deux tués (dont leur attaché militaire, l'Hauptmann Eberhard Spiller) et plusieurs blessés, alors que les Norvégiens avaient de leur côté trois blessés. Quoique mineur par l'importance des effectifs engagés, ce combat est décisif car il empêcha la capture du roi et du cabinet et ainsi préservé la Norvège pour la cause alliée. En outre, il redressa sérieusement le moral des Norvégiens, très atteint après les premiers succès allemands de la campagne.

### Sources et bibliographie
- (en) Cet article est partiellement ou en totalité issu de l’article de Wikipédia en anglais intitulé « Battle of Midtskogen » (voir la liste des auteurs).
- (no) Andreas Hauge (en),  Kampen på Midtskogen 1940, article publié en 1995
- (no) Andreas Hauge, Kampene i Norge 1940, Sandefjord: Krigshistorisk Forlag, 1995,  (ISBN 82-993369-0-2)